# Kusmyrtjärnen, Hälsingland
Kusmyrtjärnen är en mindre  sjö i Röste i Bollnäs kommun i Hälsingland och ingår i Ljusnans huvudavrinningsområde. Tjärnen avvattnas av Braxenbobäcken och omges av kärr och myrmarker, även gammal jordbruksmark finns i närheten. Vattennivån i Kusmyrtjärnen var tidigare högre, men är sänkt genom att utloppet dikats ut. Floran och fågellivet i tjärnen är relativt artrikt. Här finns bland annat källarv, trindstarr, gräsull, källört samt tranor. Vid tjärnen finns även en fyndplats för en gammal stockbåt.